# Dorothy Erna Beetle
Prof. Dorothy Erna Beetle ( 19 de noviembre de 1918 - 13 de marzo de 2005 ) fue una botánica, malacóloga, y profesora estadounidense. Recibió un Bachelor of Arts en paleontología de la Universidad de California, Berkeley. En California, se casó con el Dr. Alan Beetle, teniendo un varón y una mujer. En 1946, la familia se va a Laramie, WY, donde Dorothy completó su M.Sc. en Botánica en la Universidad de Wyoming.
Se divorció en 1963, y en 1986 se casó con Richard Pillmore. En 1993 donó sus colecciones malacológicas al "Field Museum", con 5.500 especímenes.

## Algunas publicaciones
- 1951. Menetus coloradensis F.C. Baker in Wyoming. The Nautilus 64(3): 101

- 1954. Terrestrial and aquatic mollusks of Albany County, Wyoming. The Nautilus 67(4): 121-129

- 1954. Corrections and additions to “The terrestrial and aquatic Mollusca of Albany County, Wyoming.” The Nautilus 68(1): 34-35

- 1957. The Mollusca of Teton County, Wyoming. The Nautilus 71(1): 12-22

- 1960. Noteworthy records of Wyoming Mollusca. The Nautilus 73(4): 155-157

- 1960. Pupoides inornatus. The Nautilus 73(4): 160

- 1960. Some mollusks from Manitoba, Canada. The Nautilus 74(2): 84

- 1960. Additional molluscan records for Albany County, Wyoming. The Nautilus 74(2): 84 & iii (luego 84)

- 1961. Mollusca of the Big Horn Mountains. The Nautilus 74(3): 95-102

- 1961. A checklist of Wyoming Recent Mollusca. Sterkiana 3: 1-9

- 1962. Additions to Teton County, Wyoming, Mollusca. The Nautilus 76(2): 74

- 1965. Molluscan fauna of some small ponds in Grand Teton National Park. The Nautilus 78(4): 125-130

- 1966. Mollusks of the Outer Banks, N. C. The American Malacological Union ... Annual Reports for 1966: 27-28

- 1967. Mollusks of the Outer Banks, N. C. The Nautilus 81(2): 61-65

- 1968. Laevapex fragilis on the Outer Banks of North Carolina. The Nautilus 81(3): 107

- 1970. A photographic record of snail activity. Sterkiana 39: 1-7
- Wu, s.-k.; d.e. Beetle. 1996. Wyoming Physidae (Gastropoda: Pulmonata: Hygrophila). Malacological Review 28(1-2): 81-95

- 1997. Recolonization of burned aspen groves by land snails. Yellowstone Science 5(3): 6-8

## Honores
- Miembro de la "American Malacological Society"
- La abreviatura «D.E.Beetle» se emplea para indicar a Dorothy Erna Beetle como autoridad en la descripción y clasificación científica de los vegetales.[1]

## Fuente
- Newsletter AMERICAN MALACOLOGICAL SOCIETY, volumen 37 ( 1 ) primavera 2006 (ISSN 1041-5300) Office Secretary Dto de Malacología, Academia de Ciencias Naturales, Filadelfia